# Le ceneri di Gramsci
(Pier Paolo Pasolini, Le ceneri di Gramsci)

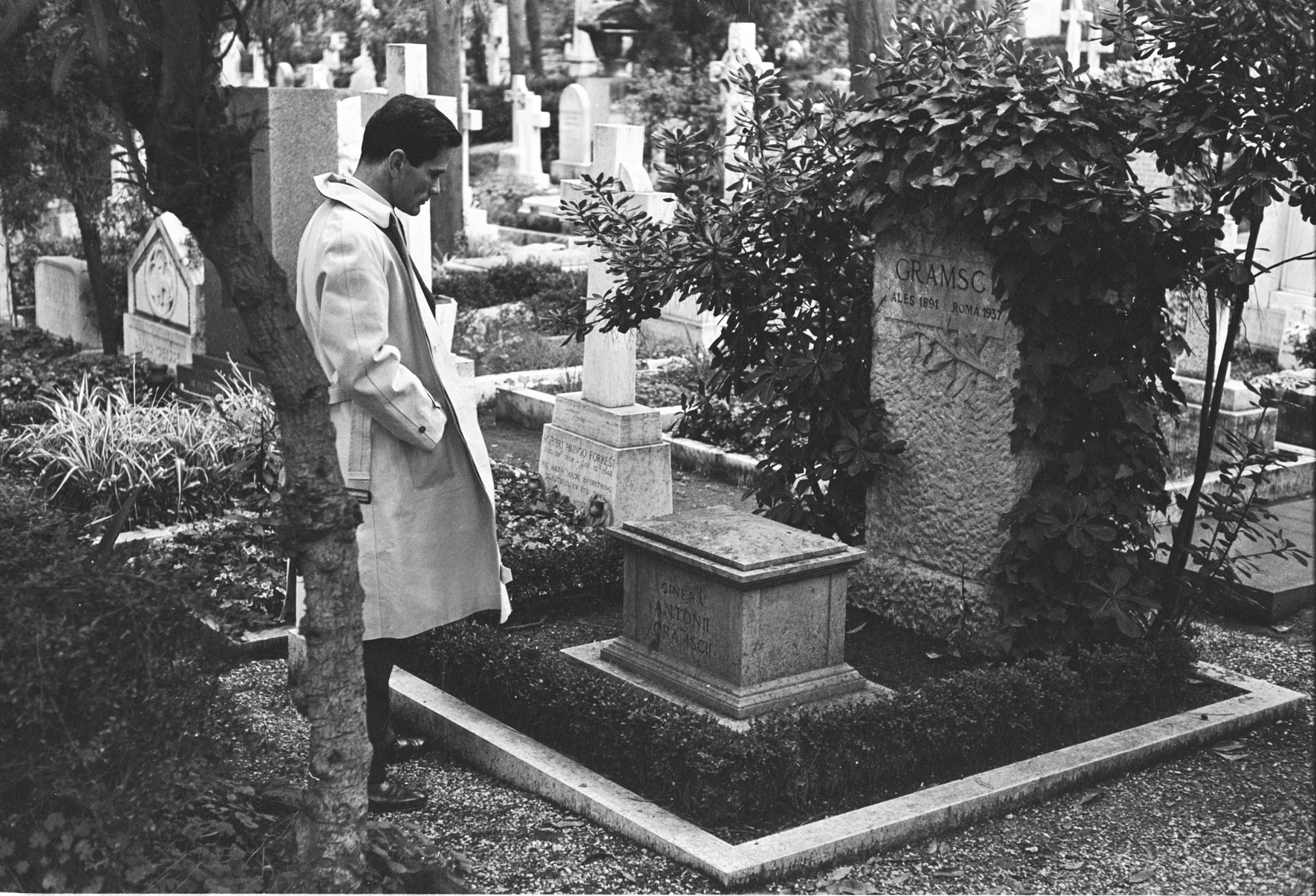
Pasolini davanti alla tomba di Gramsci

Le ceneri di Gramsci è una raccolta di poesie di Pier Paolo Pasolini pubblicata da Garzanti nel 1957.
Il volume, che riporta il sottotitolo "Poemetti", raccoglie undici poesie già pubblicate su riviste o in plaquette tra il 1951 e il 1956.
Il titolo è preso da una poesia immaginata davanti alla tomba di Gramsci nel Cimitero acattolico di Roma.

## Stile
La lingua poetica di questa raccolta tende alla prosa e al saggismo, pur non mancando di accentuato, seppure impuro, lirismo; il tono è ispirato, e i componimenti intendono porsi come nuova forma di poesia civile.
I metri adottati sono prenovecenteschi: nella maggior parte Pasolini utilizza la terzina dantesca, ma grazie alla lezione pascoliana l'endecasillabo è reso irriconoscibile grazie alle pause sintattiche, all'ipermetria, all'ipometria e all'enjambement; nella poesia Recit il poeta adotta addirittura il verso martelliano di tradizione settecentesca.

## Contenuto
L'Appennino, datato in calce 1951, è il primo dei poemetti e apparve per la prima volta su Paragone-Letteratura nel dicembre 1952. In un itinerario geografico-culturale, storico-antropologico dove domina poeticamente la luce bianca della luna e al cui centro ideale vi è la statua di Ilaria del Carretto di Jacopo della Quercia, l'autore percorre tutta l'Italia centro-meridionale, da Lucca a Napoli. Il motivo della bianca luna (motivo romantico) e la descrizione di Ilaria, fanno pensare al Leopardi di Sopra un bassorilievo sepolcrale.
Il canto popolare, datato 1952-53, è il secondo poemetto e fu pubblicato nel 1954 sotto forma di plaquette. In esso il popolo, che partecipa alla storia per "magica esperienza", esprime la sua forza nel canto. Chiude il poemetto un'allocuzione a un giovane che canta spensieratamente sulle rive del fiume Aniene un canto popolare, dove il pessimismo è mitigato dalla "forza" e "felicità" del ragazzo proletario.
Segue il poemetto Picasso che apparve su Botteghe Oscure nel 1953. Esso è ambientato alla Galleria Nazionale d'Arte Moderna, dove è allestita una mostra dedicata a Pablo Picasso. L'autore, nella sezione VIII, rileva nella pittura dello spagnolo un "errore" che consiste nell'assenza in essa del popolo e del suo "brusio". Vi è dunque in questi versi una polemica implicita con l'establishment culturale comunista che riteneva Picasso un artista rappresentativo dell'ideologia marxista.
Il quarto poemetto, Comizio, apparve sempre su Botteghe Oscure nel settembre del 1954 con il titolo Notte in Piazza di Spagna. Il poeta si trova per caso ad assistere ad un comizio del Movimento Sociale Italiano dove la "falange, folta" di neofascisti è caratterizzata da "triste oscurità" mentre il popolo, che è sano, rivela una "oscura allegria". Il mondo fascista è descritto come debole, precocemente vecchio e vile. Le ultime terzine sono dedicate al fratello Guido, partigiano morto in giovane età a Porzûs, che egli rivede tra quella enorme folla simile a un Cristo deforme fra i mostri in un quadro di Bosch.
Il poemetto L'umile Italia, il quinto, apparve nell'aprile del 1954 su Paragone-Letteratura e rappresenta la contrapposizione tra la cupa tristezza dell'Agro romano e la limpida luminosità del settentrione. Il Nord, il cui emblema sono le rondini, è puro e umile e il Meridione è "sporco e splendido" ma "È necessità il capire / e il fare: il credersi volti / al meglio" cercando di lottare pur soffrendo senza lasciarsi andare alla "rassegnazione-furente marchio / della servitù e del sesso- / che il greco meridione fa / decrepito e increato, sporco / e splendido".
Il sesto poemetto, dal titolo Quadri friulani, apparve sulla rivista Officina nel luglio del 1955 con il titolo I campi del Friuli ed è dedicato all'amico pittore Giuseppe Zigaina. In esso la memoria dell'adolescenza ritorna sul paesaggio friulano e sul popolo "di braccianti vestiti a festa, / di ragazzi venuti in bicicletta / dai borghi vicini" con accenti foscoliani. "Felice te, a cui il vento primaverile....".
Segue il poemetto che dà il titolo alla raccolta, Le ceneri di Gramsci, datato 1954 e pubblicato sul n. 17-18 di Nuovi Argomenti del novembre-febbraio '55-'56. L'incipit, "Non è di maggio questa impura aria" apre il poema sopra una primavera romana oscura e sporca. Il poeta, che è a colloquio con la tomba di Antonio Gramsci, dice che è lontano il "maggio italiano" nel quale il giovane Gramsci delineava "l'ideale che illumina" e che oggi tutto è tedio e silenzio. In questi versi di memoria foscoliana, Pasolini dichiara la propria posizione di intellettuale irregolare "attratto da una vita proletaria / a te anteriore, è per me religione / la sua allegria, non la millenaria / sua lotta: la sua natura, non la sua / coscienza" e, pur cosciente di desiderare l'identificazione con il proletariato che è l'oggetto d'amore, sa di essere diverso.
Le Ceneri proseguono con un excursus sul poeta inglese Shelley, anch'egli sepolto nel cimitero acattolico di Roma. Viene poi ripreso il dialogo con Gramsci dove il poeta confessa di essere anch'egli sedotto dal "sesso", dalla "luce" e dalla "lietezza" italiane e gli domanda: "Mi chiederai tu, morto disadorno, / d'abbandonare questa disperata / passione di essere al mondo?".
Nell'ultima parte della sezione viene descritta la sera romana nel rione Testaccio, dove i ragazzi giocano, felici, fuori dalla storia e il poeta, contrapponendosi a essi dice desolato: "Ma io.../ potrò mai più con pura passione operare, / se so che la nostra storia è finita?".
Segue alle Ceneri Recít, pubblicato nel 1956 su Botteghe Oscure, dove il poeta prende lo spunto dall'accusa di oscenità che era stata fatta al suo romanzo Ragazzi di vita.
Siamo ancora in un quartiere romano, Monteverde Vecchio, e il poeta ode le minacce dei persecutori "sordidamente ossessi / contro chi tradisce, perché è diverso", ma non è capace di odio, "quasi grato al mondo per il mio male, il mio / essere diverso".
Il terzultimo lungo poemetto è Il pianto della scavatrice, apparso nel 1957 su Il Contemporaneo, in cui Pasolini ricorda i primi tempi del suo esilio, dopo la fuga dal Friuli, per atti osceni, rimpiangendo quei momenti di vita. Segue il lamento di una scavatrice, simbolo delle borgate che scompaiono e di un mondo che si rinnova, e per questo piange.
Una polemica in versi, che è il penultimo poemetto, apparve nel novembre del 1956 su "Officina" come risposta al contrattacco redazionale uscito su Il Contemporaneo nel giugno del 1956 in seguito ad un suo articolo, La posizione, in cui criticava le durezze degli intellettuali comunisti. Fa da sfondo una Festa de L'Unità e il poeta si rivolge ai comunisti accusandoli di "brutalità della prudenza", di mancanza di passione, d'incapacità a servire il popolo.
La raccolta si chiude con l'ultimo poemetto dal titolo La Terra di Lavoro che porta la data 1956. Il poeta descrive un treno affollato di pendolari, soli, che hanno per nemici "il padrone", ma anche "il compagno che pretende / che lottino in una fede che ormai è negazione / della fede". Sempre nel 1956, la raccolta completa esce sul № 17-18 di Nuovi Argomenti, per essere ripubblicata l'anno successivo dall'editore Garzanti.

## Composizione musica
Nel 2005, per AngelicA - festival internazionale di musica Contemporanea, Giovanna Marini compone le musiche su Le ceneri di Gramsci, eseguito dal coro Arcanto di Bologna, da cui viene edito il disco Le ceneri di Gramsci - Oratorio a più voci - dal canto di tradizione orale al madrigale d'autore nel 2006.

## Riconoscimenti
Nel 1957 il libro ottenne il Premio Viareggio di Poesia, ex aequo con Sandro Penna e Alberto Mondadori.